# هنريك مون
هنريك مون (بالنرويجية: Henrik Mohn)‏ (و. 1835 – 1916 م) هو عالم فلك وكاتب وعالم أرصاد جوية وأستاذ جامعي من النرويج. ولد في برجن، وتعلم في جامعة أوسلو.
أصبح مديراً لمركز الأرصاد النرويجي، وعضواً في الأكاديمية الروسية للعلوم والأكاديمية الملكية السويدية للعلوم والأكاديمية الملكية الدنماركية للعلوم والآداب، وحصل على عدة جوائز. توفي عن عمر يناهز 81 عاماً.